# Тоса де Мар
Тоса де Мар  је општина у Каталонији, Шпанија. Налази  се на обали Коста Браве, око 100 километара северно од Барселоне и 100 километара јужно од француске границе . Аеродром у Ђирони се налази нешто северније.

## Историја
Постоје бројни докази о насељима која датирају још из неолита, а верује се да је од тог времена ово подручје непрекидно насељено. Између 4. и 1. века пре нове ере појавила су се прва иберијска насеља, а убрзо затим и Римљани у 1. веку.
Године 966, Тосу је гроф Барселоне уступио опатији Рипол .
Негде у 12. веку, средњовековни град је ограђен зидинама и изграђен је замак на највишој тачки града, који је касније замењен ветрењачом, а она  светиоником , који је још увек у функцији.
До 1500. године, прве куће су граде ван зидина града због раста становништва. Овај процес је знатно убрзан током 17. и 18. века, обликујући урбану конфигурацију која је остала практично непромењена до доласка масовног туризма 1950-их.

## Економија
Супротно увреженом веровању да је Тоса , у средњем веку и до доласка туризма,традиционално био рибарски град, локална привреда се углавном заснивала на пољопривредној производњи, и то пре свега узгајању грожђу , као и производњи плуте . Током 18. века и раног 19. века извоз плуте је био веома развијен и то у Америку у облику чепова.
Риболовом се бавио мањи део становништва, иако је представљао алтернативни извор прихода у временима економске кризе. Мала рибарска привреда је и даље активна од 2005. године и заузима неколико чланова локалних рибарских породица. Већина њихових улова се продају локалним ресторанима и на рибљим пијацама у суседном Бланесу и Сант Фелиу де Гиксолсу .

## Плаже
Тоса де Мар има три главне плаже више малих увала у околини :
- Плажа Тоса (Platja Gran), централна плажа. Ова плажа је са запада ограђена средњовековним замком. Дугачка је 380 метара и широка 60 метара.
- La Mar Menuda, на другој страни залива. Ту се налазе  уобичајене туристичке услуге и садржаји, као што је изнајмљивање спортске опреме, ронилачки клуб и сл. Локална полиција патролира околином на бициклима. Димензије плаже: 180м дужине и 20м ширине.
- El Codolar, плажа се налази иза зидина старог града.

## Римска вила
Ова сеоска вила (1. век пре нове ере - 6. век нове ере) припадала је римској провинцији Тараконези .  О њеној великој вредности се може стећи дојам ако погледамо, између осталог, остатке бање, централног грејања, мозаика, воћне пресе . Фрагменти мозаика, штукатуре и неколико елемената скулптуре сведоче о богатству власника виле. Керамичке вазе доказ су трговине са светом Медитерана . Пољопривредни алати, прибор за рибу и алати за разбој откривају пољопривредне и риболовне активности. Свакодневни живот дочаравају други предмети као што су укоснице, мале кашике и прибор од костију и слоноваче.

## Парохијска црква
Ова црква, посвећена мученику Винцентију Сарагоском, свечано је отворена 29. новембра 1775. године, после 20 година изградње. Црква је једна од највећих у епархији и може, током важних свечаности , да прими цело становништво Тосе де Мара. Већи део унутрашњости цркве је девастиран током грађанског рата 1936. године.
Унутра је капела Светог Себастијана, свеца којег веома поштује локално становништво. Светковање овог свеца је почело у 15. или 16. веку и обележава се сваке године 20. јануара

## Утврђени стари град
Стари град Тосе де Мар  је једини пример утврђеног средњовековног града који још увек стоји на каталонској обали. Његов данашњи изглед датира с краја 14. века. Задржао је првобитни изглед укључујући зидине као и куле и утврђења. На највишој тачки, где се данас налази светионик, до почетка 19. века налазио се замак игумана манастира Санта Марија де Рипол,  господара града. Локалитет је проглашен националним историјским спомеником 1931. године.
Унутрашњост Старог града је шармантно место са уским, калдрмисаним улицама, Гувернеровом кућом (сада Општински музеј), Кућом светог платна („Sant Drap“), средњовековном болницом и остацима романичке цркве и  готичкe црква.

## Градски музеј
Градски музеј, изграђен у касноготичком стилу, налази се у Гувернеровој кући, унутар старог града . Некада је била резиденција гувернера Тоса де Мара и околине, који су владали у име игумана манастира Санта Марија де Рипол .
Музеј је отворен 1. септембра 1935. године. У њему се налази важна колекција савремене уметности са делима шпанских и страних уметника који су посећивали Тосу де Мар током 1930-их, као што је Небески виолиниста Марка Шагала . У археолошком делу налазе се артефакти из периода палеолита до касног средњег века . Посебно се истичу мозаици пронађени у атријуму римске виле , који датирају с краја 4. - почетка 5. века.